# Stries rouge, jaune et noir
Stries rouge, jaune et noir – ou Red, Yellow and Black Streak en anglais – est un tableau de l'artiste américaine Georgia O'Keeffe réalisé en 1924 sur les rives du lac George, dans l'État de New York. Cette huile sur toile est un paysage aux limites de l'abstraction mais dans lequel on peut décider de reconnaître le  Lake George des Adirondacks : les volutes en rouge et jaune de la moitié inférieure de la peinture sont surmontées d'une bande noire à la base horizontale, ce qui évoque un rivage vallonné, pris entre un ciel nuageux et une surface liquide dans lequel ce dernier se reflète. Don de la Georgia O'Keeffe Foundation en 1995, l'œuvre est conservée au musée national d'Art moderne, à Paris.